# NGC 1253
NGC 1253 è una galassia a spirale (intermedia?) situata nella costellazione dell'Eridano, a una distanza di circa 74 milioni di anni luce dalla nostra Via Lattea.

## Scoperta
La galassia è stata scoperta il 20 settembre 1784 dall'astronomo britannico di origine tedesca William Herschel.

## Descrizione
NGC 1253 ha una classe di luminosità III-IV e presenta una larga riga a 21 cm dell'idrogeno neutro.
Data la sua luminosità superficiale pari a 14,42, NGC 1253 può essere classificata come una galassia a bassa luminosità superficiale (nella letteratura in lingua inglese abbreviata in LSB, acronimo di Low Surface Brightness). Le galassie LSB sono galassie di tipo diffuso (D) con una luminosità superficiale inferiore di almeno una magnitudine a quella del cielo notturno circostante.
Assieme a PGC 12053, designata anche come NGC 1253A su SEDS e sul database NASA/IPAC Extragalactic Database (NED), NGC 1253 figura nell'Atlas of Peculiar Galaxies di Halton Arp con il codice ARP 279. NGC 1253A viene considerata una galassia compagna di NGC 1253.